# CrossFire
CrossFire (кор. 크로스 파이어; кит. 穿越火线 ; яп. クロスファイア; В'єтнам. Đột Kích) — безкоштовний південнокорейський тактичний мережевий шутер від першої особи . Розробником гри є компанія SmileGate. На батьківщині видавництвом гри займається південнокорейська компанія Neowiz. В 2012 році CrossFire стала основною екшен-дисципліною кіберспортивного заходу World Cyber Games.

## Режими гри
- Виживання: У цьому режимі Третій легіон або Global Risk і Білі вовки або Black List борються між собою без зупинки, і кожен гравець зацікавлений в тому, щоб убити якомога більше супротивників, адже в цьому режимі дають мало очок і досвіду. Гравці постійно відроджуються. Гра закінчується при досягненні однієї з команд заздалегідь заданої кількості вбивств або при закінченні часу, ліміт вбивств і час встановлює творець залу. У цьому режимі можна використовувати будь-які види зброї, виняток становлять карти «Арена» і «Каналізація» — на них дозволяється орудувати тільки холодною зброєю.

- Командна битва: Білим вовкам для перемоги потрібно підірвати за допомогою C4 одну з точок (А або Б) або знищити всіх супротивників, воїни Третього легіону, у свою чергу, усунути опір або у випадку закладки вибухівки знешкодити її.

- Знищення: Являє з себе те ж саме, що і «Командний битва», тільки без бомб. Цікавий в основному картами «Перехрестя» «Аляска» і «Схід» на яких всі з'являються, маючи при собі тільки холодну зброю, а на підлозі лежить зброя. Такі карти можуть допомогти геймеру з вибором зброї, але на жаль на багатьох картах лежить тільки класичне зброю типу «AK-47» або «М4А1»

- Битва примар: Всі Білі вовки в цьому режимі невидимі (коли не рухаються), але можуть користуватися тільки холодною зброєю, в той час як бійці Третього легіону повністю видимі, але володіють всім видами озброєння. Примар можна виявити при русі або за їх важкого дихання, а при попаданні по них видніється кров. Завдання в обох команд такі ж, як і в «Командного битві». Карти, що входять в цей режим: «Стародавні реліквії», «Лабораторія», «Старий замок», «Лабораторія-2», «Дахи».

- М'ясорубка: У цьому режимі немає команд. Гравці з'являються у випадкових місцях. Раунд закінчується коли один з гравців набирає потрібну кількість вбивств або закінчується час.

- Режим мутації: У режимі мутації протиборчі угрупування виявляються по одну сторону. Через двадцять секунд після початку раунду 1-3 людини, в залежності від кількості гравців в залі, стають мутантами. Мутанти не можуть носити зброю, крім спеціального «гака м'ясника» з ігрового магазину, тому орудують тільки рідними кігтями в ближньому бою. Атакований ворог при цьому не вмирає, а перетворюється на мутанта. Люди озброєні до зубів, а від пострілів з вогнепальної зброї мутанти відкидаються тому. Гра закінчується якщо всі мутанти мертві або закінчився час — тоді перемога за людьми, або всі гравці заражені — перемагають мутанти. За умовчанням у всіх версіях крім англомовної мутанти червоні, а в ІМ можна купити супермутанта, Санітарку, Кіборга і підривника які мають покращені характеристики.

- Режим мутація II: Режим схожий з режимом мутації, але має ряд відмінностей. У цьому режимі зіткнуться один з одним мутанти і бійці корпорацій, але на боці людей виступає Герой. Це спеціальний найманець, який має потужну зброю FAL CAMO з підствольним гранатометом і відмінну від інших бійців екіпіровку. Після початку битви серед гравців випадковим чином вибирається один — він і стає Героєм. Крім того, за кожне вбивство мутанта у всієї команди найманців на 20 % підвищується атака. Але пам'ятайте, що мутанти не так прості: якщо фатальний постріл прийшовся не в голову, то мутант перероджується, також за кожне попадання мутант отримує очки мутації.

- Втеча: У цьому режимі одна команда (Білі Вовки) повинна певну кількість разів «втекти», тобто пройти через портал, розташований на базі супротивників (Третій Легіон). Ті у свою чергу не повинні дати це зробити. На початку бою перед базою захисників є кілька воріт, які необхідно зруйнувати, щоб пробратися до порталу (крім картки «Вантажне судно»). Якщо Вовкам вдається пройти через портал потрібну кількість разів, то гра починається заново, тільки команди «міняються ролями». Третій Легіон повинен «втекти», а Білі Вовки — перешкодити їм. Але якщо під час першої битви Вовкам вдалося втекти кілька разів, то в другій грі Легіону потрібно втекти залишився кількість разів. Наприклад, з 10 потрібних пагонів вовки втекли 6 разів. Тоді Легіону потрібно втекти всього 4 рази. Але якщо Вовки втекли всі 10 разів, то і Легіону теж потрібно буде втекти 10 разів але за той час що і Білі Вовки.
- Режим Зомбі: У цьому режимі тільки одна команда (Третій Легіон), максимальна кількість гравців у команді 4, решта — керовані комп'ютером зомбі. Третій легіон повинен знищити всіх зомбі по закінченню раундів. У гравців є два життя — коли запас ОЗ досягає нуля, гравець автоматично відроджується, всього життів у запасі 3. Є два режими складності: легка і нормальна. У легкому режимі 20 раундів і 1 бос. У нормальному режимі гри 30 раундів і 5 босів. Також є спеціальні предмети для режиму: «Знак воскресіння, Ін'єктор (мал.) і Ін'єктор (бол.)». Вони відновлюють життя гравця на 20 ОЗ і 60 ОЗ. За допомогою знаків воскресіння можна відновитися, коли життя вже закінчилися. В кінці гри видаються ящики в яких можна отримати зброю, спреї, а також ін'єктори. Для тих хто вбив боса пропонуються спеціальні ящики (тільки в нормальній складності гри) з унікальним зброєю. За отримання певної кількості очок видаються бронзові, срібні, золоті та кристальні ящики. У них може бути все — від фону для імені, і до нової зброї. Кількість очок для отримання ящиків: 50000 — 1 Бронзовий ящик, 100000 — 2 Бронзових скриньки, 140000 — 1 Срібний ящик, 250000 — 2 Срібних скриньки, 500000 — 1 Золотий ящик, 700000 — 1 Кристалічний ящик, 700000 — 1 Червоний скриньку.

- Атака ксенос: У новому режимі вам належить битися з самим ксенос — прибульцем, прибулим з космосу для допомоги мутантам. На початку раунду як і в режимі мутації після декількох секунд 1 випадковий гравець стає Ксеносом і залежно від кількості гравців випадкові гравці стають мутантами (від 0 до 3). Ксенос може заражати солдатів на відстані, наносити шкоди електрикою і використовувати щит, який сильно знижує весь одержуваний утрату і збільшує швидкість пересування. Завдання мутантів, що допомагають ксенос в бою, — заразити всіх солдатів. А єдиний спосіб знищити цих надзвичайно небезпечних ворогів вбивством холодною зброєю (можна попередьно знизити здоров'я мутанта або ксеноса до малого кількості стріляючи в них і вони починають блимати червоним що означає малу кількість здоров'я) . Дальні атаки ксенос дозволяють йому заражати супротивників, що сховалися в самих важкодоступних місцях на карті (насправді атаки ксенос не сильно відрізняються особливою дистанцією, але його блискавки завдають герою значно більших збитків). Останні бійці, що залишилися в живих, отримують можливість перетворитися на Героїв (від 0 до 4 залежно від кількості гравців). Володіючи великим запасом здоров'я і завдаючи високий шкоди, всього два герої можуть переламати результат битви, розправившись з цілою армією мутантів. Вони озброєні парою смертоносних кукрі, які дозволяють знищувати монстрів за кілька ударів. Героя не можна заразити — будь-які атаки мутантів наносять йому шкоди, але не звертають на чудовисько.
- Атака Хижака: Новий мутант і герой. Будь-який гравець автоматично стає Хижаком і звичайним мутантом. Їх завдання — заразити всіх гравців. Рейнджер — новий герой. Він озброєний двома смертоносними сокирами. Їх завдання — вбити всіх мутантів або протримаються до кінця раунду. Для цього режиму були додані дві нові карти. Готель — місце де раніше відпочивали люди, але через вторгнення Black List це місце стало занедбаним. Парк Розваг — раніше цей парк був найуспішнішим парком … Але за однієї помилки це місце стало найбільш моторошним місцем.
- Протистояння: Головним завданням гри в даному режимі є знищення бази ворога, але що б дістатися до неї ви повинні знищити оборонні вежі. У даному режимі ми будемо протистояти як «реальним гравцям», так і «комп'ютера». У кожній команді може бути до 5 осіб. При загибелі комп'ютерних товаришів, на заміну їм прибувають нові загони. Перед грою коштувати вибрати один з п'яти класів (медик, снайпер, Джаггернаут, гранатометчік і сапер). За знищення комп'ютера ви отримуєте певну кількість досвіду, за перемогу над реальним гравцем ви отримуєте набагато велику кількість досвіду ніж за одного комп'ютерного ворога (утрату у останніх незначний). При отриманні певної кількості досвіду ви підвищуєте свій рівень — це дає вам велику кількість життів і робить вас більш стійкими перед ударами ворога. На карті випадає два цінних предмета — це ящик який посилює ваших комп'ютерних товаришів і міномет який корисний у знищенні оборонно веж. Даний режим доступний на двох картах і є тільки на китайській локалізації.

## Регіональна підтримка серверів
- З лютого 2023 року підтримка гри в Росії закінчена.

| Регіон               | Видавець                               | Дата випуску                                                                | Дата закриття                                                    | Статус Серверів              | Коментарі                                                             |
| -------------------- | -------------------------------------- | --------------------------------------------------------------------------- | ---------------------------------------------------------------- | ---------------------------- | --------------------------------------------------------------------- |
| Південна Корея       | Smilegate (раніше Pmang)               | 3 Травня, 2007 (перший запуск Pmang) 12 Грудня, 2013 (перезапуск Smilegate) | July 11, 2012 (попередній видавець) 3 Березня, 2020 (перезапуск) | Закриті                      | —                                                                     |
| Японія               | Playgra (раніше Arario)                | 23 Лютого, 2008                                                             | 31 Березня, 2018                                                 | Закриті                      | —                                                                     |
| В'єтнам              | VTC Online (раніше VTC Game)           | 18 Березня, 2008                                                            | —                                                                | Активні                      | —                                                                     |
| Китай                | Tencent                                | 28 Квітня, 2008                                                             | —                                                                | Активні                      | —                                                                     |
| Захід                | Smilegate West (раніше G4Box)          | 30 Січня, 2009 (Північна Америка)                                           | —                                                                | Активні                      | Об'єднані з серверами Північної Америки, Європи та Латинської Америки |
| Філіппіни            | STOVE (раніше Gameclub)                | 30 Січня, 2009                                                              | —                                                                | Активні                      | —                                                                     |
| Індонезія            | Lyto                                   | 8 Грудня, 2009                                                              | 21 Грудня, 2020                                                  | Закриті                      | —                                                                     |
| Росія                | Mail.ru                                | 2 Червня, 2010                                                              | 20 Лютого, 2023                                                  | Закриті                      | —                                                                     |
| Тайвань              | Macrowell OMG                          | 24 Березня, 2011                                                            | 23 Березня, 2014                                                 | Закриті                      | —                                                                     |
| Європа               | Smilegate West (раніше SG Interactive) | 31 Серпня, 2011                                                             | 7 Листопада, 2018                                                | Об'єднані з серверами Заходу | —                                                                     |
| Бразилія             | Smilegate West                         | 29 Листопада, 2011                                                          | —                                                                | Активні                      | —                                                                     |
| Південно Східна Азія | Gambooz                                | 12 Вересня, 2013                                                            | 17 Березня, 2015                                                 | Закриті                      | —                                                                     |
| Латинська Америка    | Smilegate West                         | 28 Січня, 2014                                                              | 18 Березня, 2020                                                 | Об'єднані з серверами Заходу | —                                                                     |